# Antoni Vidal Ferrando
Antoni Vidal Ferrando (Santañí, Baleares, 9 de septiembre de 1945) es un poeta, historiador y narrador español. Maestro de profesión, su obra poética arranca de su identidad isleña, para construir un discurso sobre el ser humano contemporáneo.

## Biografía
Hijo de una familia humilde, su riqueza de niño son los libros que le llevan desde Barcelona. Antes de cumplir los diez años ya conoce Los viajes de Gulliver o las historias de Sherezade. Mientras prepara el bachiller elemental, escribe el primer poema. Este lo encamina hacia el amor a Mallorca y a la lengua catalana. Blai Bonet le contagia su  ambición literaria. Se matricula como alumno libre en la Universidad de Barcelona. Quería estudiar filología, para potenciar su vocación de escritor.
En 1967 vuelve a Mallorca después de tres años de trabajo como maestro en Menorca. Aquel regreso lo desorienta. Se siente inseguro y demasiado alejado de las fuentes de la lengua y de la calidad de sus autores preferidos. Por razones académicas, se tiene que especializar en historia general. Entre casarse, acabar la carrera y tener dos hijos, se libra a la investigación, a la divulgación y a la didáctica de la historia de Mallorca. Hasta que llega la Navidad del 84. Entonces, después de un largo paréntesis de más de tres lustros, y por razones circunstanciales, escribe un poema que le cambia radicalmente la vida. Hasta el punto que, cinco años después, ya había publicado cinco libros, todos premiados en importantes certámenes literarios.
Obtuvo el título de maestro a la Escuela Universitaria, Profesorado de Educación General Básica. En 1978 se licenció en filosofía y letras, especialidad de historia, en la Facultad de Filosofía y Letras de Palma de Mallorca, centro adscrito de la Universidad de Barcelona. Como historiador, ha hecho trabajo didáctico, divulgativo y de investigación de la historia de Mallorca.
El 2018 su pueblo natal, Santañí, convoca un premio de narrativa con el nombre del escritor.
Todas sus obras están escritas en catalán, se han traducido, al alemán, el inglés, al castellano, al francés, al gallego, al hindi, al neerlandés, al rumano y al ruso.

## Obras históricas
- La població i la propietat de la terra en el municipi de Santanyí (1868-1992)
- Història de Mallorca (1982)
- Mallorca: història i cultura (1985)
- Baleares (1986)

## Obras literarias

### Narrativa
- Amors i laberints (2010)
- Les llunes i els calàpets (1994)
- La mà del jardiner (1999)
- L'illa dels dòlmens (2007)
- Els miralls negres (2013)
- La ciutat de ningú (2016)

### Poesía
- El brell dels jorns (1986)
- Racó de n'Aulet (1986)
- A l'alba lila dels alocs (1988)
- Els colors i el zodíac (1990)
- Cartes a Lady Hamilton (1990)
- Calvari (1992)
- Bandera blanca (1994)
- El batec de les pedres (1996)
- Cap de cantó (2004)
- Vint hiverns a Montmartre (2005)
- El jardí de les delícies (2005)
- A cops de ferro i àlgrebra (2005)
- Allà on crema l'herba (2008)
- Gebre als vidres (2012)
- Aigües desprotegides (2018)
- Si entra boira no tendré on anar (2022), Edicions Proa.

## Premios
- Ausiàs March de poesia de Gandia, 1985: El brell dels jorns
- Ciutat de Palma, 1985: Racó de n'Aulet
- Ciutat d'Elx de poesia, 1987: Els colors i el zodíac
- Bernat Vidal i Tomàs de Santañí, 1988: A l'alba lila dels alocs
- Ateneo de Mahón, 1990: Cartes a Lady Hamilton
- Cavall Verd-Josep M. Llompart de poesia, 1992: Calvari
- Flor Natural, Jocs Florals de Barcelona, 1994: Bandera blanca
- Ciutat de Palma-Joan Alcover de poesia, 1995: El batec de les pedres
- Sant Joan, 1999: La mà del jardiner
- Crítica Serra d'Or de novel·la, 2008: L'illa dels dòlmens
- Faula de crítica, 2010: Amors i laberints
- Ayuntamiento de Santañí, 2018: Medalla de Oro.
- Premi Carles Riba de poesia, 2021: Si entra boira no tendré on anar